# 레이힐
레이힐(1985년 11월 4일 ~)은 대한민국의 가수다. 2016년 싱글 앨범 [Fever]로 데뷔했다.

## 방송
- 사인히어 (2019) - Top44
- 쇼미더머니 11 (2022) - Top53